# Девото
Свята Девото (фр. Sainte Dévote, бл. 283 - бл. 303) - діва, мучениця Корсиканська. День пам'яті - 27 січня.
Свята Девото народилася в місті Маріана, Корсика. Вона була умучена там же в часи гонінь Діоклетіана і Максиміана. Іноді її ототожнюють з іншою корсиканскою святою на ім'я Іулія, яку на латині іменували Deo devota («присвячена Богу»). Переказ про життя Святої Девоти схоже на перекази про життя інших святих з тих країв - святих Репарати  і Тропеза .

## Переказ
За переказами святая Девото народилася в Маріані, Корсика, близько 283 року. Юна діва вирішила присвятити себе Богові. За наказом префекта на ім'я Варвара (Barbarus) вона була кинута у в'язницю і прийняла муки за свою віру. Її уста були розтрощені, її тіло тягали по каменях і колючій ожині. Свята Девото була умучена в Мариані - її четвертували або забили камінням .
Після кончини святої, губернатор наказав спалити її тіло, щоб воно не стало об'єктом шанування. Проте воно було врятовано від полум'я християнами. Тіло святий було поміщено в корабель, що йшов до Африку. Граціан (Gratianus, Graziano), що правив кораблем, Бенедикт (Benedict, Benenato), священик, і Аполлінарій, його диякон, вірили, що там тіло святої буде гідно поховано. Однак шторм наздогнав корабель, і голубка, вилетівши з вуст святий, повела його в те місце, де нині розташовується Ле Гоматі (Les Gaumates [Архівовано 5 травня 2015 у Wayback Machine.]), частина князівства Монако, де вже тоді стояла каплиця святого Георгія.
Її понівечене тіло було знайдено рибалками. На честь святої в Монако була побудована каплиця, існує донині. До дня пам'яті святого, 27 січня, навколо неї розквітають квіти.

## Каплиця Святої Девоти
Каплиця святий Девоти вперше згадується близько 1070 а, як належить монастиря Сен-Понс (Saint-Pons). Ця каплиця багато разів перебудовувалася і розширювалася.

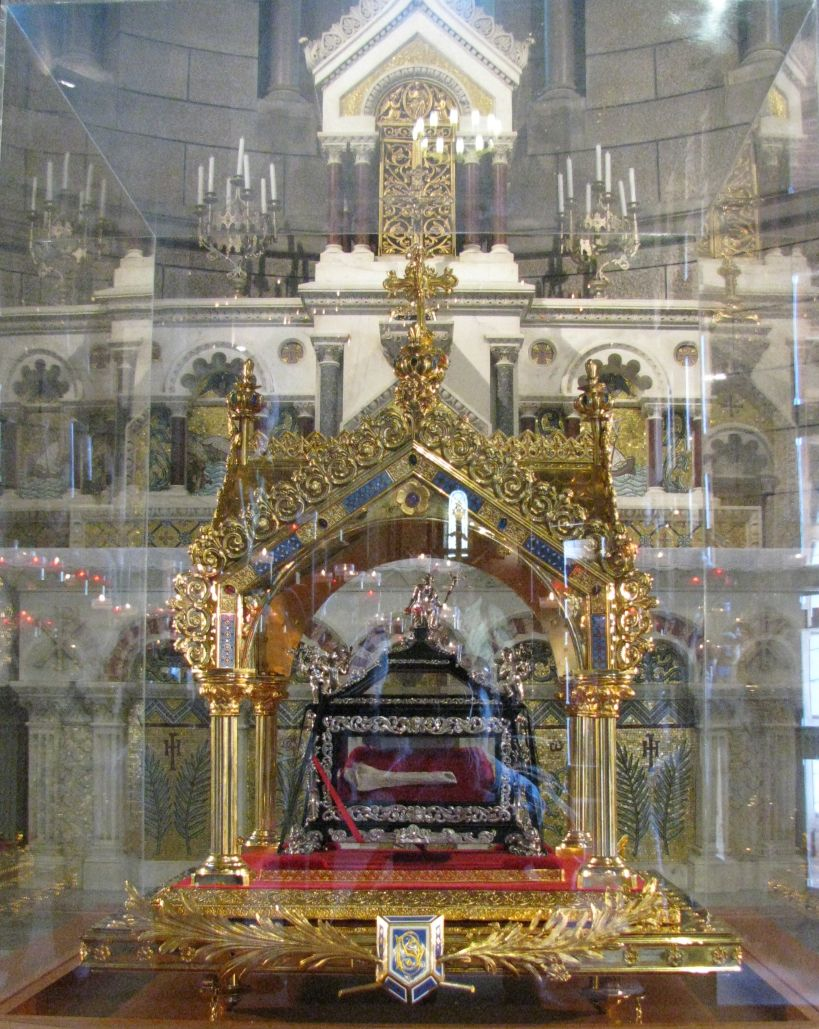
Релікварій з мощами святої Девоти в кафедральному соборі Монако

## Шанування в Монако
Повідомлялося про численні чудеса, що мали місце біля могили святої. Під час навали маврів мощі святої Девоти були перенесені для безпеки в монастир Сім'єз (Cimiez). Згодом вони повернулися в Монако, в храм, споруджений багато пізніше Антоніо I, князем Монако (Antonio I).
В 1070 у Антіноп (Antinope), капітан корабля з Форенції, спробував вкрасти мощі святої Девоти. За переказами, тоді піднявся жахливий вітер і не дозволив йому покинути місто з мощами. Заарештувавши його, Уго Грімальді ( en: Ugo Grimaldi) наказав відрізати йому вуха і ніс. Корабель Антінопа був спалений на березі Монако.
У XVI столітті до святої Девото зверталися з молитвами під час навал генуезців і пізанців. Вважається, що незалежність Монако була збережена виключно завдяки її небесному заступництву. Кінець бубонної чуми в тих краях в 1631 році також пов'язують з заступництвом святої Девоти, так само як і з вигнанням іспанців в ніч на 17 листопада 1641 року, а галера, захоплена у іспанців, отримала нове ім'я «Девото».

## Поширення шанування святий Девоти
У XVII столітті частина мощей святої Девоти була доставлена з Монако в єзуїтський храм святого Ігнатія на острів Корсика. Між 1727 і 1751 роками робилися спроби домогтися офіційного визнання Ватиканом покровительства Святої Девоти над Корсикою. Було отримано відмову, але поширення віри в неї тривало. Паскаль Паолі організував у 1757 році   Орден святої Девоти
в часи боротьби за незалежність Корсики.
В 1820 у перший єпископ Корсики проголосив святих Девото і Іулію святими покровительками острова. У 1893 році на Корсиці була споруджена церква в її честь. Її шанування було офіційно підтверджено в 1984 році єпископом Аяччо. Новий  Римський Мартиролог  поминає святу Девото 27 січня з описом: «В Мариане, на острові Корсика, в пам'ять про святу Девото, діві і мучениці» .
Атрибути святий - пальма, корона з троянд, голубка, човен, герб Монако, покійна діва в човні з голубкою, що летить попереду неї.
Свята Девото шанується як покровителька Корсики, Монако, Будинки Грімальді, Маріан, моряків.